# Chetitologie
Chetitologie [chetytologie] je vědní obor, který se zabývá jazykem, dějinami a kulturou starověkých Chetitů. Základy chetitologie položil svým dílem lyský rodák, profesor Bedřich Hrozný.
Za 1. světové války byl povolán Bedřich Hrozný do armády jako písař. Sloužil u nebojové jednotky, a tak měl po večerech čas věnovat se "svému" studiu. A už v roce 1915 slavil úspěch. Dokázal, že jazyk, který dokumentoval na klínopisných tabulkách, které se mu podařilo získat, je indoevropský jazyk Chetitů. Nejen, že tento jazyk rozeznal, ale také se mu ho podařilo, po cca 3000 letech, přečíst a přeložit. Do té doby bylo známo jen pár informací o Chetitech z Bible. I když mnozí vědci o Hrozného práci: "Die Sprache der Hethiter" (Jazyk Chetitů, 1917) pochybovali, potvrdilo se časem a dalším vědeckým bádáním, že měl profesor Hrozný pravdu a jeho rozluštění klínopisné chetitštiny patří mezi nejvýznamnější v dějinách orientalistiky.
Po 1.sv. válce se Hrozný vrátil domů, do vznikající republiky a začal pracovat na UK. V letech 1924-25 podnikl vlastní archeologickou expedici do Turecka (Kültepe) a Sýrie (Šech Saad a Tell Erfád) a jeho úsilím podařilo se odhalit veliké množství klínopisných tabulek. V této době se dostal Hrozný na vrchol svého vědeckého snažení a byl uznáván jako zakladatel nové orientální disciplíny – chetitologie.

## Expozice
S výsledky práce profesora Hrozného je možné se podrobně seznámit v expozici muzea v Lysé nad Labem, které nese od roku 1951 čestný název: Muzeum Bedřicha Hrozného. Sídlem je historická barokní budova z r. 1752 (z doby Sweerts-Sporcků) v jihozápadní části náměstí Bedřicha Hrozného. Na jejímž místě stávala dříve stará lyská radnice. V šedesátých letech se stává muzeum pobočkou Polabského muzea se sídlem v Poděbradech.